# 奥莉瓦·涅韦
奥莉瓦·塞莱迪娜·涅韦·阿罗约（西班牙語：Oliba Seledina Nieves Arroyo，1977年11月25日—），厄瓜多尔女子举重运动员，2003年泛美运动会女子75公斤以上级银牌得主、2007年泛美运动会女子75公斤以上级金牌得主、2011年泛美运动会女子75公斤以上级金牌得主、2015年泛美运动会女子75公斤以上级铜牌得主。